# Йокояма Міцутеру

A Tetsujin 28-go's statue in Wakamatsu Park, Kobe, Japan

Міцутеру Йокояма (横山 光輝; Йокояма Міцутеру) (18 червня 1934 року, Кобе, Японія — 15 квітня 2004 року, Токіо, Японія) — відомий японський манґака (художник, який малює японські комікси). Деякі з його робіт, включаючи «Tetsujin 28-go» (відоміший як «Gigantor»), «Giant Robo», «Red Shadow», «Otenba Tenshi», «Babel II», «Mahoutsukai Sally» («Відьма Саллі») та «Cosmic Baton Girl Comet-san» були екранізовані як аніме-серіали. Головною роботою його життя була 60-томна манґа «Sangokushi», переказ класичного китайського «Роману трьох держав», за яку він отримав нагороду «Manga Artists Association» в 1991 році.
Йокояма загинув під час пожежі в його будинку в Токіо. Він був знайдений у ліжку з безліччю опіків і помер через 16 годин у лікарні неподалік від дому.